# 愛沙尼亞國防軍
愛沙尼亞國防軍是愛沙尼亞共和國的武裝部隊，由陸軍、海軍、空軍和準軍事部隊愛沙尼亞防衛聯盟組成，其國防政策旨在確保愛沙尼亞能維持一個獨立的主權國家地位、維護其海陸空的領土主整和憲法秩序。國防軍的目標是發展和維持可靠的戰力以保衛國家的切身利益，並構建和維持與北約和歐洲聯盟武裝部隊之間的協同作戰能力，以全面參與這些軍事同盟的軍事任務。

## 歷史
1710年大北方戰爭中俄羅斯帝國擊敗了瑞典王國，奪得並開始管治愛沙尼亞地區，直到1918年德意志帝國與蘇俄簽定《布列斯特和約》，割讓愛沙尼亞等地予德意志帝國為止，其後德意志帝國在1918年2月24日進入愛沙尼亞。1918年11月，德國爆發十一月革命，隨後於11月11日宣布投降。蘇俄藉機宣布廢除《布列斯特和約》，試圖收回根據條約割讓給德國的領土。在這種情況下，愛沙尼亞於1918年11月28日宣布獨立，國內的德裔居民及部份德軍組建了志願軍團，和新組建的愛沙尼亞軍隊一道抵抗蘇俄紅軍和赤衛隊的進攻。這場戰爭一般認為是俄國內戰的一部份，並稱為愛沙尼亞獨立戰爭。蘇俄軍隊曾一度進軍至距離愛沙尼亞首都塔林僅34公里，其攻勢隨後因為英國皇家海軍對愛沙尼亞軍隊的武力支援而中止。在1919年1月，愛沙尼亞軍隊在英國皇家海軍、俄國白軍、以及來自芬蘭、波羅的海德意志人、丹麥、瑞典的武裝志願者的支持下，對蘇俄軍隊展開反攻，並在同年2月底將蘇俄部隊逐出愛沙尼亞。蘇俄政府在1920年2月2日與愛沙尼亞簽署《塔爾圖和約》，蘇俄「無保留地承認愛沙尼亞國的獨立，並自動地永遠放棄俄國……對愛沙尼亞人民和領土所持有的主權權利」，獨立戰爭後的愛沙尼亞維持了一個受國際普遍承認的獨立主權國家。
1939年8月23日，納粹德國外長里賓特洛甫和蘇聯外長莫洛托夫簽署了《蘇德互不侵犯條約》。在條約的秘密附件中，兩國劃分了在波蘭和波羅的海的勢力範圍：“如果對於……愛沙尼亞、拉脫維亞、芬蘭和立陶宛所屬的土地進行領土和政治上的重新安排，立陶宛的北部邊界應成為德國和蘇聯勢力範圍的邊界……如果對於屬於波蘭的土地進行領土和政治上的重新安排，德國和蘇聯的勢力範圍大體上應為納雷夫河、維斯瓦河和桑河為界”。根據這份密約，愛沙尼亞將被蘇聯佔領。蘇聯於9月25日與愛沙尼亞開始談判，9月28日與其簽訂條約，取得了在戰爭期間占領某些港口和軍事設施，以及在境內駐紮25,000名蘇聯紅軍以「共同防禦」。1940年6月12日，蘇聯指示其波羅的海艦隊對愛沙尼亞進行海上軍事封鎖。鑑於蘇聯軍隊的實力雄厚，為了避免流血和徒勞無望的戰爭，愛沙尼亞政府於1940年6月17日決定不抵抗，對愛沙尼亞的軍事佔領於1940年6月21日完成。同年7月，愛沙尼亞國防軍被蘇聯軍隊解除了武裝。駐紮在塔林的信號營拒絕服從並抵抗紅軍，戰鬥持續了數小時直到當天日落，蘇聯派出了包括裝甲戰鬥車輛在內的增援部隊加入戰鬥，最終軍事抵抗以談判結束，信號營投降並解除武裝，信號營有一人陣亡、數人受傷，紅軍一方有10人陣亡及多人受傷。
在第二次世界大戰期間，德國於1941年6月22日入侵蘇聯，3個星期後即占領了愛沙尼亞全境。愛沙尼亞人視德國軍隊為「解放者」，許多愛沙尼亞人加入了德國國防軍的輔助部隊，在武裝親衛隊中甚至建立了一個愛沙尼亞師與紅軍作戰。反抗蘇聯占領的愛沙尼亞游擊隊「森林兄弟」一直戰鬥到1948年，奧古斯特·薩博是愛沙尼亞最後一批倖存的森林兄弟，他於1978年被偽裝成漁夫的克格勃探員發現。他在被發現後並未選擇投降，而是跳入一條溪流中並掛在一根圓木上，最後溺水身亡。
愛沙尼亞於1991年8月20日宣布重新獨立，國防軍其後於1991年9月3日重建。2011年起，因應憲法修正案，國防軍的司令由愛沙尼亞國防部任命，對愛沙尼亞政府負責，而不是像以前那樣對國會負責。

## 組織架構

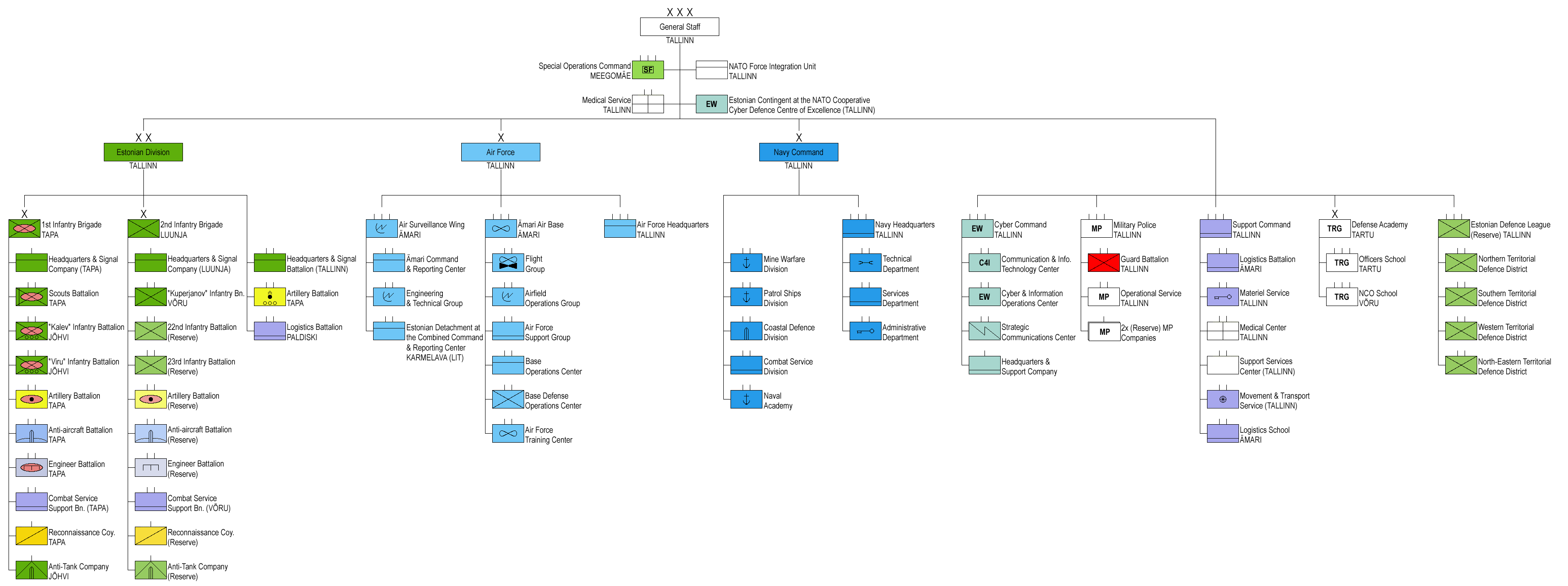
愛沙尼亞國防軍架構

### 指揮體系
國防軍的最高領袖為愛沙尼亞總統，然而愛沙尼亞為議會共和制國家，總統的職權只有象徵意義，具體的軍事政策會經由國防委員會提供軍事建議後由政府執行。國防委員會由愛沙尼亞議會議長、愛沙尼亞總理、國防軍司令、國防部長、內政部長、外交部長、國會國防委員會主席所組成。
在和平時期，國防軍及準軍事部隊防衛聯盟的最高指揮官為國防軍司令，戰時則為國防軍總司令，兩個職銜均由國防部和內閣根據愛沙尼亞共和國總統的提議任命和免職。

### 國防軍總部
愛沙尼亞國防軍總部是愛沙尼亞軍隊的總部，也是愛沙尼亞國防軍司令的工作機構，為國防軍司令提供諮詢和支持、計劃國防軍的行動、組織官兵培訓、協調軍事行動、計劃並組織軍事動員。國防軍總部由參謀長領導，並下轄以下部門：
- 參謀長（Chief of Staff）
  - 總務部：負責行政工作
  - 戰略傳播部：負責公眾傳訊、協調軍民合作與資訊戰
  - 人事部（J1）：負責人力資源
  - 作戰部（J3）：負責國防計劃、軍事行動、軍事動員與戰備
  - 後勤部（J4）：負責的後勤和物流
  - 分析和策劃部（J5）：負責國防力量的長期發展計劃
  - 信息部（J6）：負責的通信系統和資訊系統
  - 訓練部（J7）：負責組織訓練和演習
  - 預算和財務部（J8）：負責會計和預算

### 陸軍
愛沙尼亞陸軍是國防軍的主要組成部份，和平時期的平均人數約為6,700人，其中義務役約為3,200人。陸軍下轄兩個步兵旅，在和平時期，兩個旅都不是在滿員狀態，除了兩個旅的旅司令部、快速反應部隊Scouts機械化步兵營和排爆防爆人員始終在滿員狀態。第二步兵旅在2014年8月1日成立，該旅將持續編成更多下屬部隊，並預計最遲於2022年完成全部編制。同時，第一步兵旅將轉化為機械化步兵旅，裝備步兵戰車與自走炮。在戰時，這兩個步兵旅在動員預備役人員後將會達致滿員，並與準軍事部隊愛沙尼亞防衛聯盟協調行動。
陸軍2017年度的編制如下（標示為預備役的部隊是戰時編制）：
- 第一步兵旅（駐地：塔帕）
  - 旅部連（駐地：塔帕）
  - Scouts機械化步兵營（駐地：塔帕）：快速反應部隊，裝備CV90裝甲戰鬥車
  - Kalev機械化步兵營（駐地：約赫維）
  - Viru步兵營（駐地：約赫維）
  - 炮兵營（駐地：塔帕）
  - 防空營（駐地：塔帕）
  - 工兵營（駐地：塔帕）
  - 戰鬥支援營（駐地：塔帕）
  - 偵察連
  - 反坦克連

- 第二步兵旅（駐地：盧尼亞）
  - 旅部連（駐地：盧尼亞）
  - Kuperjanov步兵營（駐地：沃魯）
  - 第二十二步兵營（預備役）
  - 第二十三步兵營（預備役）
  - 炮兵營（預備役）
  - 防空營（預備役）
  - 工兵營（預備役）
  - 戰鬥支援營（駐地：沃魯）
  - 偵察連（預備役）
  - 反坦克連（預備役）

### 海軍

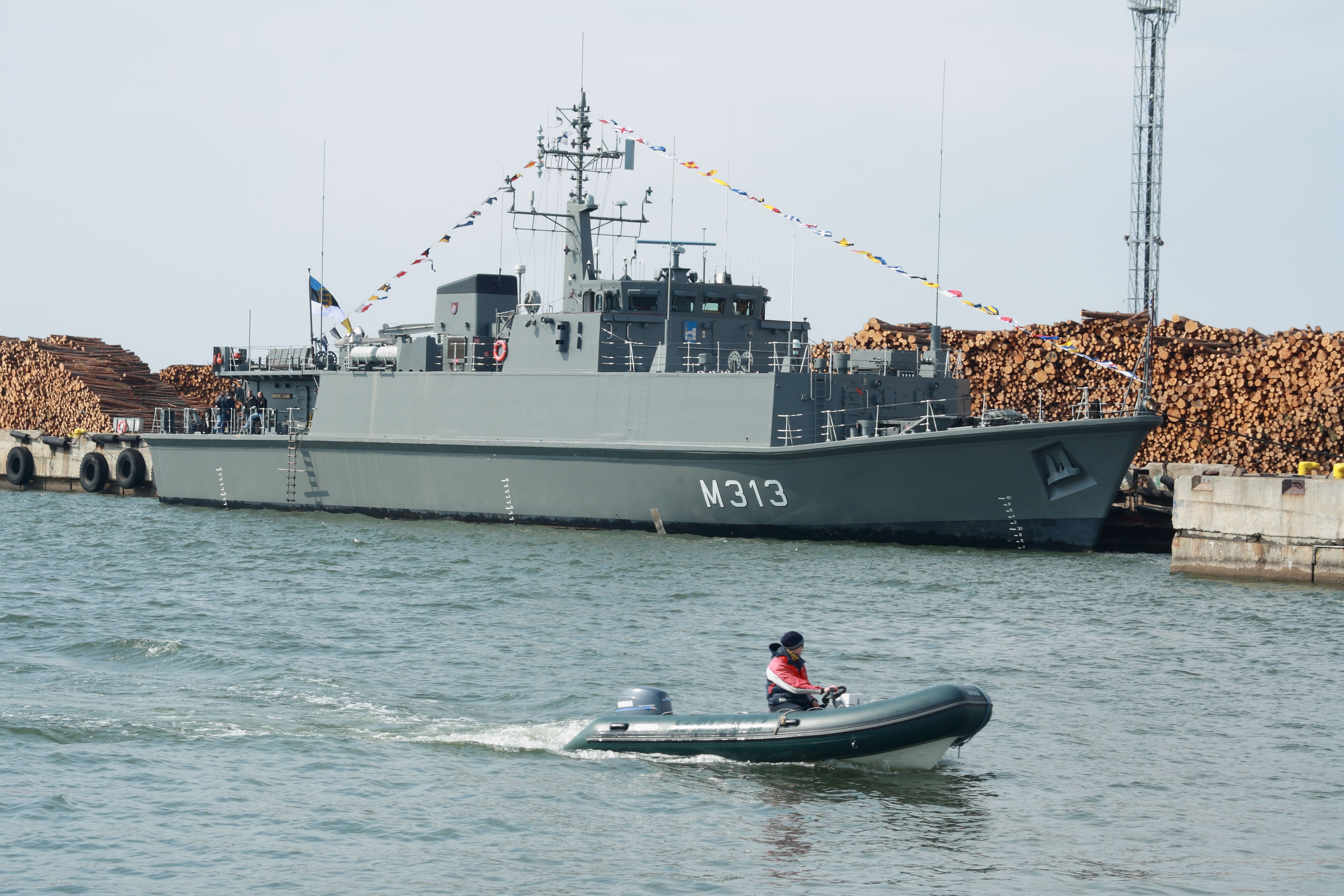
獵雷艦 Admiral Cowan (M313)

愛沙尼亞海軍是國防軍的主要海上作戰力量，創立於1918年並於1991年再次獨立後重建，裝備有巡邏艇、佈雷艦及獵雷艦，著重於在戰時維持海上交通線並清除航道上的水雷。海軍司令部位於塔林，而主要海軍基地及海軍學院則位於塔林都會區西北部的米尼薩丹（Miinisadam，或意譯為水雷港）。近來，海軍在積極發展快速巡邏艇，以確保領海的防禦並改善海上監控
，也著力於改善指揮及岸對船通信的能力
。
海軍的編制如下：
- 海軍總司令部

- 海軍艦隊
  - 運作人員
  - 軍艦
  - 海軍訓練機構
  - 潛水隊
- 海軍基地
  - 技術部
  - 服務部
  - 管理部
  - 醫療中心

### 空軍
愛沙尼亞空軍是國防軍的主要空中作戰力量，其歷史可以追溯到1918年獨立戰爭時創建的飛行單位，並於1930年代一度擁有超過130架新型的作戰飛機。第二次獨立後，國防軍於1991年12月16日起重建其空軍，並於1994年4月組建空軍總指揮部。空軍目前約有300名現役人員，運作數種無武裝飛機、雷達站和一個主要基地埃馬里（Ämari）空軍基地，截至2020年底並未擁有戰鬥機或攻擊機。埃馬里空軍基地駐紮了空軍大多數的單位，並著重於對北約和夥伴國家的空軍提供支持和相互合作，在2004年愛沙尼亞加入北約後，成為波罗的海空中警戒任务在立陶宛希奧利艾空軍基地以外的另一個主要基地，由北約各加盟國將國內的戰鬥機輪調至該基地進行駐防。
空軍下設三個單位：空軍總指揮部、空中監視聯隊和埃馬里空軍基地聯隊。空中監視聯隊駐紮在埃馬里空軍基地，負責運作及維護雷達監視系統，以監視愛沙尼亞及鄰近空域的一切空中活動，並向位於立陶宛卡姆拉瓦的波羅的海空中監視網絡（BALTNET）的區域協調中心匯報，後者進一步將資料匯報至北約的一體化防空系統。
空軍的編制如下：
- 空軍總指揮部（駐地：塔林）

- 空中監視聯隊（駐地：埃馬里空軍基地）
  - 空中作戰管制中心
  - 工程技術大隊
    - 萊瓦勒普梅（Levalõpme）雷達站，配備GM 403雷達
    - 奧泰佩（Otepää）雷達站，配備GM 403雷達
    - 凱拉韋雷（Kellavere）雷達站，配備AN/FPS-117雷達
    - 埃馬里空軍基地，GCA-2020機場管制及精確進場雷達

- 埃馬里空軍基地聯隊
  - 飛行大隊
  - 基地航空運作大隊
  - 空軍支援大隊
  - 基地運營中心
  - 基地防禦作戰中心
  - 空軍訓練中心

### 本土防衛部隊／準軍事部隊
愛沙尼亞防衛聯盟（Eesti Kaitseliit）是愛沙尼亞的本土防衛部隊和準軍事部隊，其成立宗旨是確保愛沙尼亞的獨立與領土、主權完整，以及憲法秩序與公民自由意志不受外敵脅迫。其前身為愛沙尼亞在1917年俄國革命期間成立的民兵組織「鄉土衛隊」（Omakaitse），鄉土衛隊於1918年改組為「防衛聯盟」。隨二戰蘇聯占領愛沙尼亞，防衛聯盟因與納粹德國合作遭解散並清算。1990年，愛沙尼亞籌備第二次獨立，防衛聯盟遂以重建。1992年，防衛聯盟納入愛沙尼亞國家軍事編制。防衛聯盟在國防部防衛政策和軍事戰略指揮下履行法律所賦與任務，包括合法擁有武器、從事軍事訓練及演習、協助災害救援與維護社會治安、配合北約組織進行相關防務合作等。

## 人員
連同軍官和義務役士兵在內，目前愛沙尼亞國防軍約有7,000人，戰時則將擴充至21,000人，並計劃在2026年將戰時服役人數擴充至24,400多人。國防軍的主要構成力量為預備役部隊，在和平時期這些預備役部隊會定期進行訓練，由國家負責購買、裝備和保養相關的設備和武器。在戰時，這些後備役部隊會被動員至國防軍各單位。預備役部隊是按照地域原則組成的，即從同一個地區入伍的義務役士兵會集結成一個單位，並在役期結束後編到同一個後備役單位。

### 義務役
愛沙尼亞於1991年底開始實行義務役制度，每年約有3,200名入伍，其中包括少數女性。空軍沒有任何義務役官兵。若義務役為初級士官、駕駛員、憲兵或技術專家，役期為11個月，其他義務役則服役八個月。義務役服役的兵科廣泛，包括步兵、炮兵、防空、工兵、通信兵、海軍、戰鬥支援單位和憲兵等。根據「國防發展計劃」，在對服役的體格要求進行修訂之後，到2022年，每年應徵入伍的人數應達到4000人。增加士兵人數將需要更多的軍營、武器和其他基礎軍事設施。

## 軍事行動

### 國際合作

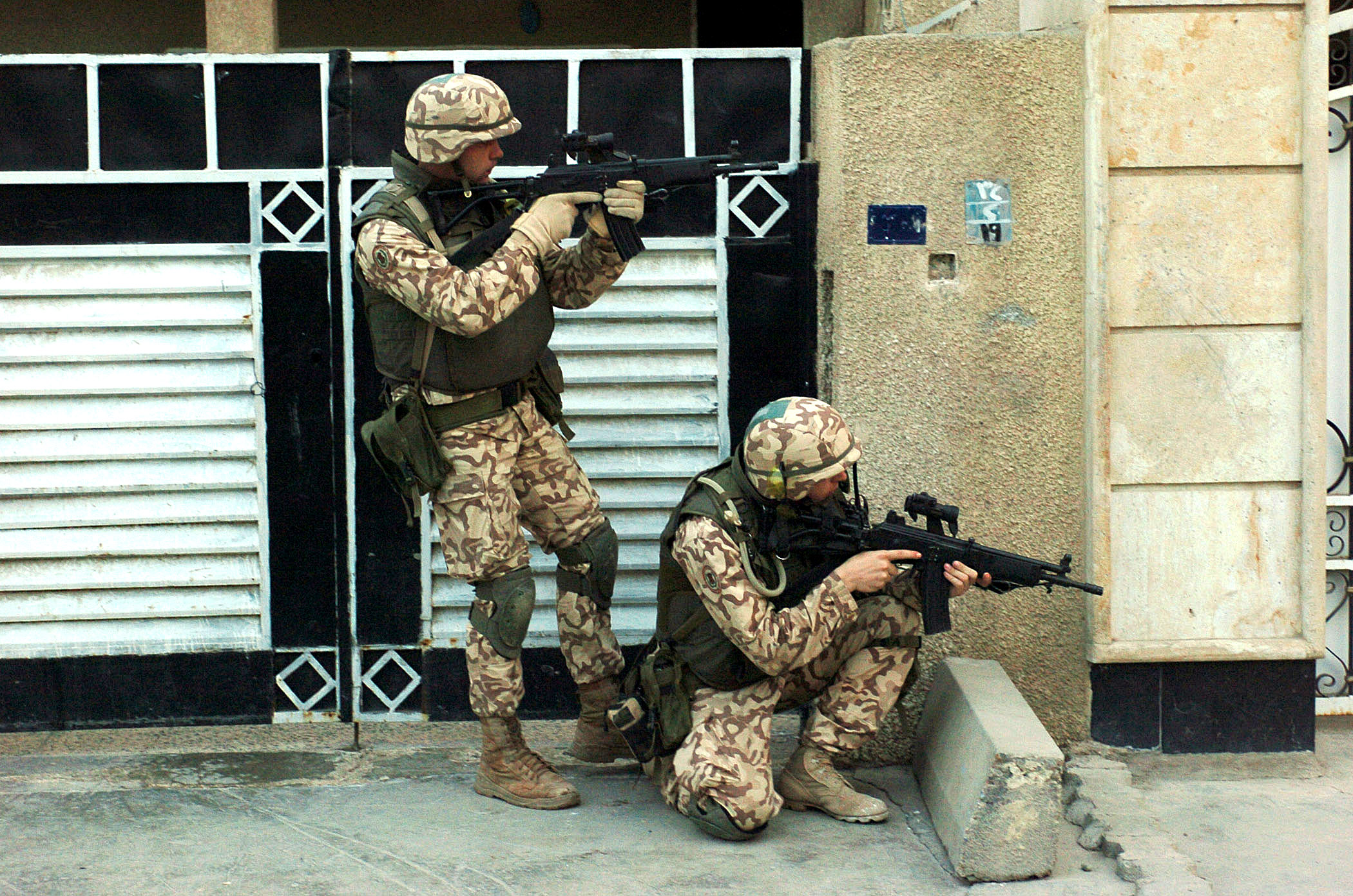
2005年愛沙尼亞士兵手持以色列製IMI Galil參與伊拉克戰爭

自1994年愛沙尼亞重新獲得獨立起，一直將加入北約視為重要和優先的國防政策，並於2004年正式成為北約正式會員國，並與美國有非常緊密的國防和安全合作。目前，愛沙尼亞深入參與了北約快速反應部隊的行動，包括參與了在伊拉克訓練當地部隊的任務（NTM-1）。直至2009年，愛沙尼亞共有約40名士兵以周期輪換的方式與美軍一起參與伊拉克戰爭，和約150名士兵與英軍一起參與阿富汗戰爭。隨後，愛沙尼亞部隊撤出伊拉克。愛沙尼亞國防軍也積極參與國際維和任務，包括北約在波士尼亞與赫塞哥維納、科索沃的維和行動，和歐盟在索馬里海域的反海盜行動。愛沙尼亞國防軍部隊的武器和裝備均遵照北約標準化協議的規範，並主要購自芬蘭、瑞典、德國、丹麥、英國、美國及以色列。
自2017年起，北約在東歐國家啟動加強前進部署，在愛沙尼亞部署了一個多國聯合營級戰鬥群，參與國家包括該戰鬥群的領導國英國、以及其他北約成員國法國、丹麥、比利時及冰島，部署人數約有1300人。此外，愛沙尼亞也參與到波罗的海空中警戒任务，由北約各成員國將國內的戰鬥機輪調至該基地進行駐防。

### 正在/曾經參與的軍事行動
| 作戰地區   | 統籌組織   | 軍事行動                       | 參與人數    |
| ---------- | ---------- | ------------------------------ | ----------- |
| 馬里       | 法國       | 巴爾赫內行動                   | 95          |
| 黎巴嫩     | 联合国     | 聯合國駐黎巴嫩臨時部隊         | 1           |
| 馬里       | 联合国     | 联合国马里多层面综合稳定特派团 | 3           |
| 中東地區   | 联合国     | 聯合國停戰監督組織             | 3           |
| 阿富汗     | 北約       | 堅定支援任務                   | 40          |
| 科索沃     | 北約       | 北約科索沃維和行動             | 2           |
| 大西洋北海 | 北約       | 北約第一常設掃雷艦群           | 1艘獵掃雷艦 |
| 伊拉克     | 聯合特遣隊 | 堅決行動                       | 7           |
| 馬里       | 欧盟       | 歐盟駐馬里特遣隊－訓練任務     | 4           |
| 利比亞     | 欧盟       | 索菲亞行動                     | 1           |

## 主要裝備

### 裝甲戰鬥車輛
| 型號           | 照片         | 生產國   | 類型           | 數量                    | 備註 |
| -------------- | ------------ | -------- | -------------- | ----------------------- | --- |
| CV90裝甲戰鬥車 |              | 瑞典     | 步兵戰車       | 44                      | 2014年12月自荷蘭購買44輛二手CV90裝甲戰車，首批於2016年交付，於2019年4月1日完全交付。2014年同年亦與挪威達成協議購買37輛二手同型車輛，當中31艘將改裝成為戰鬥支援車輛（包括指揮車、防空車、反坦克車、戰鬥工兵車、偵察車、120毫米迫擊砲車、迫擊砲火控車及迫擊砲彈藥運輸車等）。剩餘六輛作為後備車輛，包括兩輛用作駕駛員訓練。 |
| CV90裝甲戰鬥車 | 戰鬥支援車輛 | 瑞典     | 31 （將轉換）  |                         | 2014年12月自荷蘭購買44輛二手CV90裝甲戰車，首批於2016年交付，於2019年4月1日完全交付。2014年同年亦與挪威達成協議購買37輛二手同型車輛，當中31艘將改裝成為戰鬥支援車輛（包括指揮車、防空車、反坦克車、戰鬥工兵車、偵察車、120毫米迫擊砲車、迫擊砲火控車及迫擊砲彈藥運輸車等）。剩餘六輛作為後備車輛，包括兩輛用作駕駛員訓練。 |
| Patria Pasi    |              | 芬兰     | 裝甲運兵車     | 136                     | XA-180: 60輛購自芬蘭，56輛處於現役狀態。 XA-188: 81輛購自荷蘭，80輛處於現役狀態。 |
| K9自走砲       |              | 大韓民國 | 自走砲         | 訂購：36輛 服役中：18輛 | 口徑為155毫米，於2020年起交付。 |
| M142海馬斯     |              | 美国     | 自行式多管火箭 | 訂購：6輛               | 2022年12月訂購6輛，預計於2024年起交付 = |

### 海軍艦隻
愛沙尼亞海軍艦隻的船舶前缀為EML（Eesti Mereväe Laev）：
| 級別         | 照片 | 生產國   | 類型   | 艦隻                                                       | 備註                                                                  |
| ------------ | ---- | -------- | ------ | ---------------------------------------------------------- | --------------------------------------------------------------------- |
| Lindormen    |      | 丹麦     | 佈雷艇 | EML Wambola (A433)                                         | 2006年購自丹麥，2016年起服役以取代EML Tasuja (A432)。                 |
| 桑当级       |      | 英国     | 猎雷舰 | EML Admiral Cowan (M313)EML Sakala (M314)EML Ugandi (M315) | 2006年購自英國，在2018年-2020年間進行現代化改裝以延長服役期至2035年。 |
| Patrol 18 WP |      | 爱沙尼亚 | 巡邏艇 | EML Roland (P01)EML Risto (P02)                            | 2020年起服役。                                                        |

### 空軍飛機
| 型號                     | 照片 | 生產國 | 類型             | 數量   | 備註                                                     |
| ------------------------ | ---- | ------ | ---------------- | ------ | -------------------------------------------------------- |
| PZL M-28                 |      | 波蘭   | 運輸機           | 2      | 2019年起服役。                                           |
| L-39信天翁               |      | 捷克   | 教練機／輕攻擊機 | 2      | 2015年起租賃自Aerohooldus OÜ and Sky LLC，用作訓練用途。 |
| AeroVironment RQ-20 Puma |      | 美国   | 無人機           | 無公開 | 2021年起交付。                                           |

## 圖集

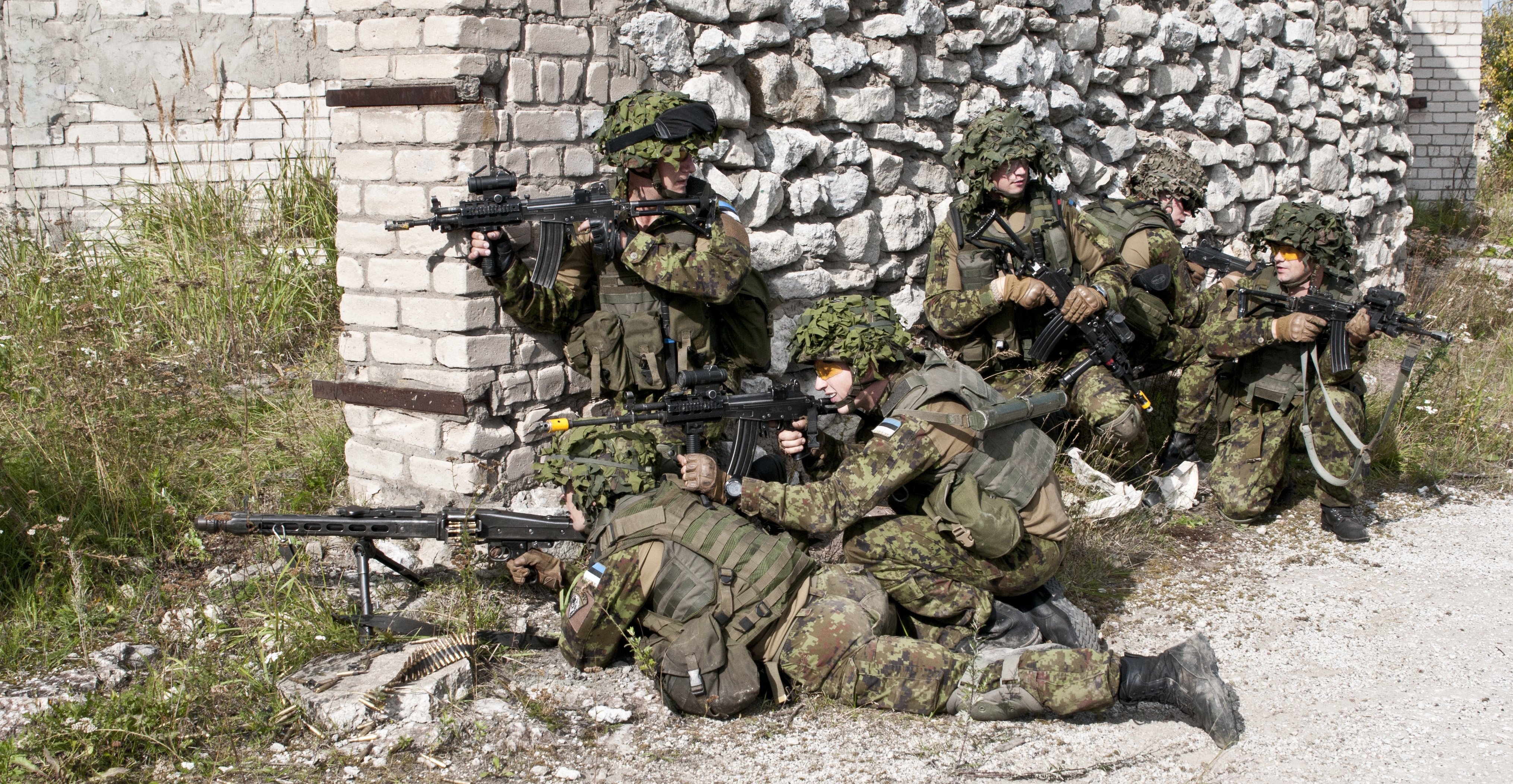
愛沙尼亞士兵在2014年參與北約堅定標槍II軍事演習
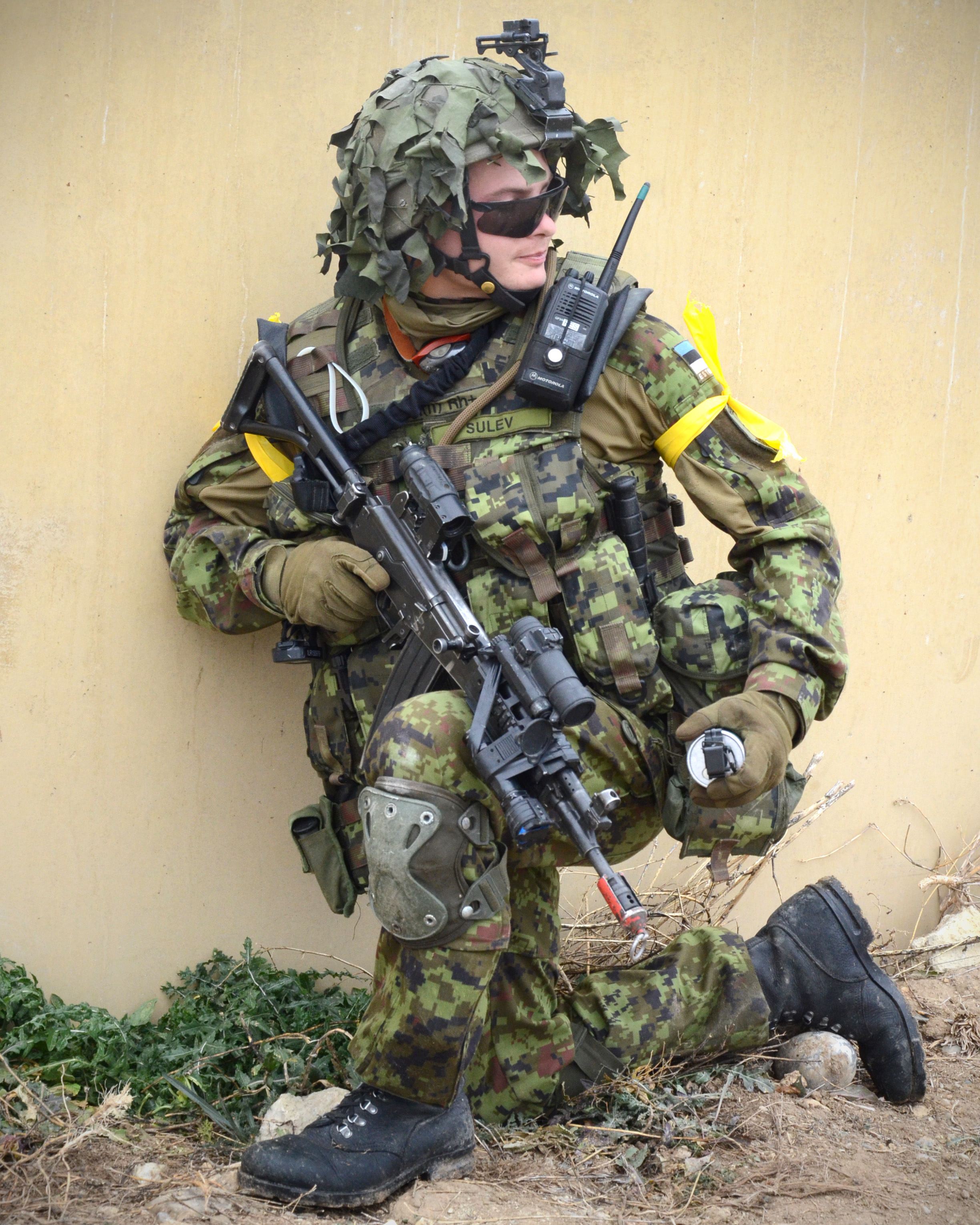
愛沙尼亞陸軍數碼迷彩ESTDCU
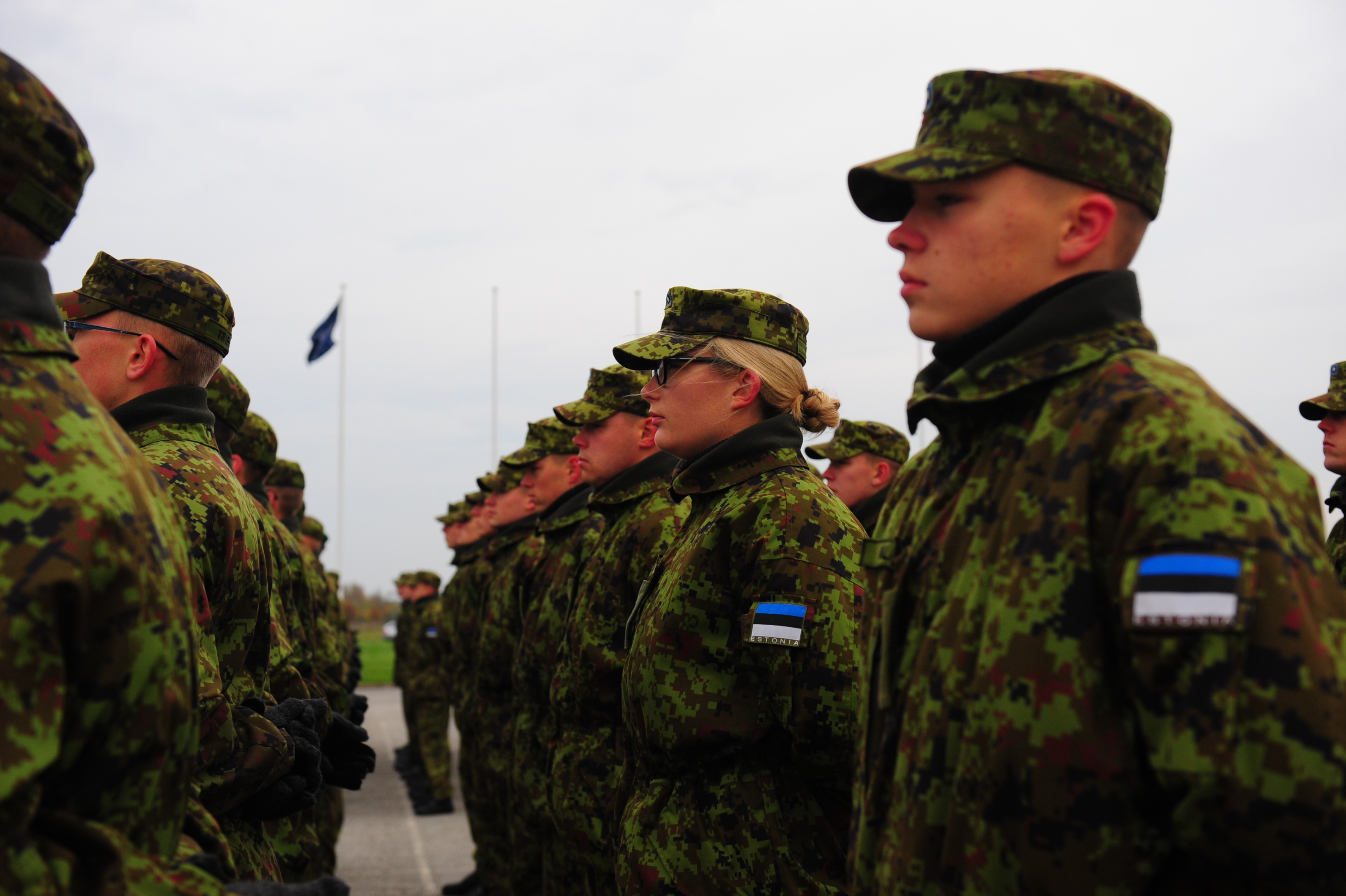
在歡迎美軍的典禮中排成方陣的愛沙尼亞士兵
空軍國籍標誌
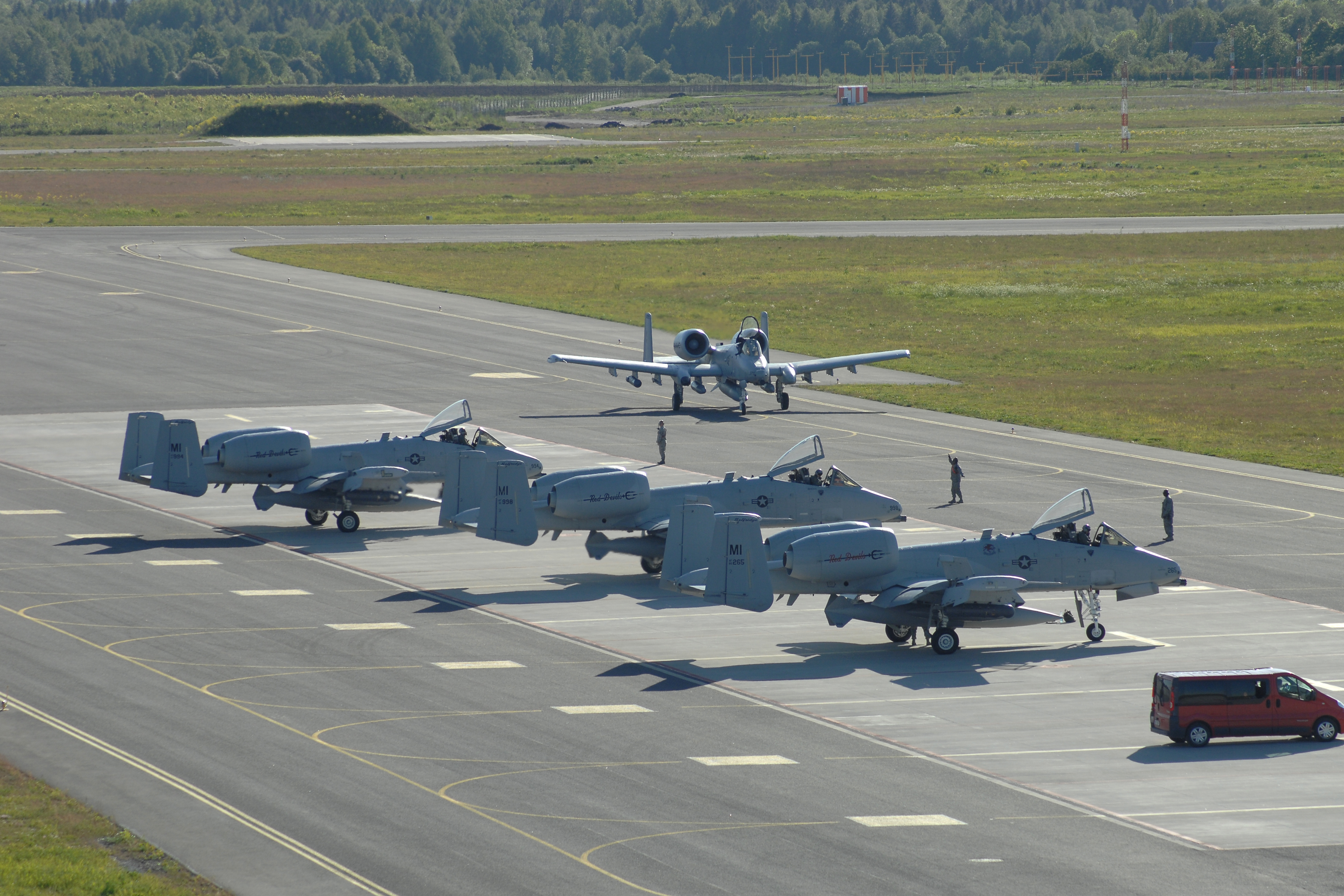
來自美國密西根州空中國民警衛隊的A-10攻擊機在埃馬里空軍基地

## 外部連結
- 愛沙尼亞國防軍網站 （页面存档备份，存于）